# Pistolet HK VP70
Volkspistole 70 (VP70) – niemiecki pistolet automatyczny produkowany przez firmę Heckler und Koch w latach 1970 – 1984.

## Historia
Pistolet VP70 został skonstruowany pod koniec lat 60. Koncepcja tej broni jest wzorowana na skonstruowanym w ZSRR pistolecie APS. Podobnie jak on VP70 został wyposażony w kolbę-kaburę i posiada możliwość prowadzenia ognia seriami.
Konstruktorzy VP70 pragnęli skonstruować broń o niewielkich rozmiarach, ale dużej sile ognia. VP70 był pierwszym pistoletem wyposażonym w szkielet wykonany z tworzywa sztucznego. Wewnątrz chwytu umieszczono magazynek o bardzo dużej jak na ówczesne czasy pojemności 18 naboi. Po dołączeniu kolby mechanizm spustowy automatycznie przestawiał się na prowadzenie ognia seriami trójstrzałowymi. Zastosowanie ogranicznika długości serii miało wyeliminować główne wady pistoletów automatycznych – duży rozrzut i problemy z opanowaniem broni o dużej szybkostrzelności.
Produkcję VP70 uruchomiono w 1970 roku. Nowy pistolet automatyczny wzbudzał duże zainteresowanie, ale zamówienia były niewielkie. Pomimo że VP70 był jednym z najbardziej udanych pistoletów automatycznych to jednak nadal był obarczony wadami tego rodzaju broni. Bez kolby był bronią samopowtarzalną, o rozmiarach większych niż inne typowe pistolety samopowtarzalne, po dołączeniu kolby jego rozmiary były większe niż miniaturowego pistoletu maszynowegu MP5K, posiadającego znacznie większą siłę ognia.
W 1971 roku rozpoczęto produkcję zmodyfikowanych wersji VP70M i VP70Z. Wersja VP70M (od Militär), była bronią samoczynno-samopowtarzalną, a podstawowa różnicą w stosunku do VP70 było zastosowanie lufy poligonalnej w miejsce klasycznej lufy gwintowanej. Wersja VP70Z (Zivil) była pozbawiona możliwości prowadzenia ognia seriami i dołączenia kolby.
Zmodernizowane wersje VP70 także nie odniosły sukcesu. Niewielka liczba VP70Z znalazła się na uzbrojeniu niemieckiej policji, a VP70M poza RFN były używane w niewielkich ilościach przez różne formacje specjalne, ale żadna z nich nie przyjęła go oficjalnie do uzbrojenia. W 1984 roku wobec braku perspektyw na znalezienie kolejnych nabywców produkcję VP70 zakończono.

## Opis
VP70 był bronią samoczynno-samopowtarzalną. Zasada działania oparta na odrzucie zamka swobodnego. Mechanizm spustowy z wyłącznym samonapinaniem (DAO). Bezpiecznik w formie kołka w miejscu połączenia kabłąka spustowego z chwytem. Przełącznik rodzaju ognia znajdował się na przedniej, górnej części kolby.
VP70 był zasilany z wymiennego, jednorzędowego magazynka pudełkowego o pojemności 18 naboi, umieszczonego w chwycie. Zaczep magazynka w dolnej części chwytu. Po wystrzeleniu ostatniego naboju zamek zatrzymywany był w tylnym położeniu przez zatrzask zamkowy.
Lufa gwintowana, w wersjach VP70Z i VP70M poligonalna.
Przyrządy celownicze mechaniczne (muszka i szczerbinka).